# Ludwig von Beughem
Ludwig Friedrich Conrad von Beughem (* 22. Mai 1806 in Münster; † 21. Juli 1886 in Koblenz) war königlich preußischer Justizpräsident und Mitglied des Deutschen Reichstags.

## Leben
Er entstammte einem aus Brabant kommenden Adelsgeschlecht. Beughem studierte ab 1824 Rechtswissenschaften an der Rheinischen Friedrich-Wilhelms-Universität, der Georg-August-Universität Göttingen und der Friedrich-Wilhelms-Universität zu Berlin. 1825 wurde er im Corps Guestphalia Bonn recipiert. 1827 wurde er Obergerichtsassessor, 1837 Bergrichter am Berggericht Siegen, 1850 Direktor am Kreisgericht Neuwied. 1870 wurde er Präsident des Justizsenats Ehrenbreitstein.
Zwischen 1849 und 1879 war er mit nur kurzen Unterbrechungen Mitglied des Preußischen Abgeordnetenhauses und von 1874 bis 1878 Mitglied des Reichstages für den Wahlkreis Regierungsbezirk Koblenz 1 (Altenkirchen-Wetzlar) und die Nationalliberale Partei.
Mit seinen Brüdern, dem späteren Paderborner Staatsanwalt Friedrich von Beughem und dem späteren preußischen Major Carl von Beughem, wurde er im Jahr 1829 in der preußischen Rheinprovinz bei der Adelsklasse immatrikuliert.